# روسلان ماشورنکو
روسلان ماشورنکو (انگلیسی: Ruslan Mashurenko؛ زادهٔ ۱۳ مارس۱۹۷۱) جودوکار اهل اوکراین است.
وی در مسابقات کشوری و بین‌المللی در مجموع برندهٔ ۳ مدال برنز شده‌است.